# Distrito de Ollachea
El distrito de Ollachea es uno de los diez que conforman la provincia de Carabaya, ubicada en el departamento de Puno en el Sudeste del Perú.
Desde el punto de vista jerárquico de la Iglesia católica forma parte de la Prelatura de Ayaviri en la Arquidiócesis de Arequipa.
La principal vía de acceso es terrestre desde Macusani por carretera asfaltada, esta sobre la vía más importante que es la penetración a las selvas de San Gabán e Inambari
Existen medios de transporte directos desde la ciudad Juliaca - Macusani - Ollachea, el recorrido es de 312 km desde la ciudad de Juliaca dura 5 horas en transporte particular, en el recorrido de Macusani a Ollachea hay una distancia de 56.3 km con una duración de 1:15 hora, en transporte particular.

### Etimología
Existen 3 versiones sobre la etimología o el origen del nombre Ollachea que son las siguientes:
Una de las versiones, sostiene que esta palabra proviene de Uray (abajo) y Chia (nombre de un ayllu de la zona alta), que con el tiempo se denominaría Ollachea.
La otra versión sostiene que esta denominación proviene de su aparente forma de ubicación del pueblo, que se asemeja a una olla, rodeado por cerros elevados de Ccoscco Orcco, Sacampata y Qoropiña. 
La tercera versión sostiene que en la época de la colonia vivió un español de apellido Olaechea, que gracias a su popularidad dio más tarde nombre al pueblo.

## Medio geográfico de Ollachea

### Ubicación
El distrito de Ollachea, se encuentra en la ceja de selva, y está ubicado en el norte de Macusani, capital de la provincia de Carabaya, a 56.25 km. Su posición geográfica es de 14º 15’ 20” de latitud sur; 70º 27’ 57” de longitud oeste de Greenwich. 

### Altitud
El distrito de Ollachea se encuentra en una altitud de 2980 m.s.n.m, y esta en la hoya amazónica.
 2.2.3 LIMITES:
 El distrito limita con los siguientes distritos:
- Por el norte con San Gaban.
- Por el sur con Macusani.
- Por el Este con Ayapata.
- Por el Oeste con Corani y Marcapata (Quispicanchis – Cusco)

### Superficie
Tiene aproximadamente 1200 km², lo que representa el 9,25% de superficie de la provincia de Carabaya. Las unidades geográficas que lo conforman son sierra y ceja de selva, correspondiendo a la primera la mayor parte de su superficie. Esta población mayormente se encuentra ocupando sus superficies planas y los restantes habitan en las colinas de pendientes distribuidas en la comunidad de Quicho, Palca, Chía y anexos Pumachanca, así mismo Ollachea están concentrados en las partes bajas y accesibles de loas quebradas. 

### Clima
El distrito de Ollachea tiene un clima templado y cálido; los valles interandinos de Ollachea se caracterizan por presentar un clima cálido y caluroso a medida que disminuye la altura.
En la estación meteorológica e observan las temperaturas máxima promedio anual es de 18, 47 °C, la mínima es 6, 46 °C, y la información registrada permite apreciar que la temperatura a través del año se mantiene casi constante.
Vientos: el origen de los vientos se encuentra en la quebrada que baja a la ceja de selva por la confluencia de los ríos: Madre de Dios, Inamabí y Tambopata que forman una zona sometida a una fuente de evaporación que mueven masas de aire cálido y húmedo en los distritos de Ollachea y San Gabán, la mayor velocidad de vientos se producen en los meses de septiembre a octubre y la precipitación pluvial registrada es de 1905.66 Mm. Promedio anual.

### Geología
El distrito de ollachea esta rodeado y situado sobre afloramientos de rocas sedimentarias débilmente metamorfizadas que corresponden principalmente a lutitas negras pizarrosas y pizarras, además de filitas y por sectores areniscas cuarzosas, los cuales pertenecen a la Formación Sandia y Ananea. Así mismo se presentan afloramientos de rocas ígneas intrusivas, en el sector de Joropiña correspondientes a granodioritas y en la zona de Qollpa Pampa y puente San Francisco que correspondientes sienitas nefelínicas.
DIVISIÓN POLÍTICA
Anteriormente eran denominados como parcialidades hoy en día están convertidos en comunidades campesinas y son las siguientes: Ollachea, Quichu y Chía Azaroma, Palca y Anexo Pumachanca.
IDIOMAS
Los pobladores del distrito de Ollachea generalmente hablan el idioma castellano, pero la comunicación diaria es con el idioma Quechua. 
 RELIGIÓN:
Como sucede en toda la Región Puno, también en este distrito existen diferentes denominaciones religiosas, pero mayormente la población de Ollachea es cristiana católica y en menor escala están también otros grupos, como son: Testigos de Jehová, adventistas del séptimo día, y cristianos evangélicos. 
ACCESOS:
La principal vía de acceso es terrestre, desde Macusani por carretera asfaltada, está sobre la vía más importante que es la penetración de las selvas de San Gabán e Inambari.
Existen medios de transporte directos desde Juliaca – Macusani – Ollachea, como los ómnibus, Combis, Auto. Transportes de carga (volvos y camiones) en forma diaria, con una duración de 1:30 horas desde Macusani y con distancia de 56.3 km.  
 DISTANCIAS:
• A la capital provincial 56.3 km. Aproximadamente.
• A la capital Sub. – Región de Puno: 312.23 km. Aproximadamente.
• A la capital de la República: 1608 km. Aproximadamente.

## Breve reseña histórica de Ollachea
Desde los tiempos remotos en esta zona hubo presencia del hombre primitivo, son muestras claras las ruinas arqueológicas de Chichaqori, Soccostaca y otros.
En la época Incaica, el segundo Inca del Imperio Sinchi Roca descubre en Carabaya oro fino de 24 kilates, donde hizo su penetración en busca de este precioso metal hasta los valles de Ollachea y San Gabán.
En 1854, el 2 de mayo el decreto de Simón Bolívar fue modificado y reactualizado por DL. 100409 dado en el censo por Ramón Castilla, en ella se hace la nueva demarcación de l provincia de Carabaya designándose a Crucero como capital y se incluye a los distritos de Phara, Patambuco, Cuyocuyo, Sandia, Sina, Usicayos, Coasa, Ituata, Ayapata, Corani, Macusani, Ajoyani y Ollachea que fue creado por decreto supremo del 2 de mayo de 1854 como parte integrante de la provincia de Carabaya, y siendo ratificado por Ley del 30 de enero de 1857 desde ese entonces se celebra su aniversario cada 2 de mayo , siendo una de las poblaciones más importantes por su situación que la hace como la puerta de acceso a la región selvática, y se caracteriza por sus habitantes blancos y de apellidos españoles.
En el año 1864, el ecólogo y naturista Antonio Raymondi llegó a la Provincia de Carabaya, en su recorrido pasó por las quebradas de Ollachea, donde nos relata al respecto: «En la parte occidental de la provincia de Carabaya, y sobre una pequeña loma en el fondo de una quebrada estrecha ladeado por elevados cerros, se halla establecida la población de Ollachea».
En efecto en 1958 llegó la carretera al pueblo de Ollachea, que vislumbró un porvenir prometedor para este lugar situada en Ceja de Selva, a pasar de tener su carretera la capital del distrito no ha crecido mucho actualmente, pero se espera que gracias a la construcción reciente de la carretera asfaltada en progreso social y económico de este lugar aumente considerablemente.  
ASPECTOS FISICOS DE OLLACHEA
a) Aspectos Físicos:
 
Comprende las superficies cuya altitud oscilan desde la cordillera oriental de 3000 a 1500 m.s.n.m. La sub. Unidad geográfica cuya topografía presenta zonas que comprenden principalmente laderas y en la generalidad de los casos muy espinados, existiendo pocas planicies, por lo que tiene una topografía accidentada.
Las mismas que se caracterizan por presentar un clima templado y caluroso a medida que disminuye la altitud.
El distrito de Ollachea presenta dos pisos ecológicos: Sierra y Ceja de selva o Yunga Fluvial.
Sierra:
En el área que conforma esta a más de 3000 m.s.n.m Corresponde a los parajes de la parcialidad de Azaroma, y a los cerros de elevación como :Chuquisanca, Lluscarite, Yanaorcco, Potiercuyoc, los nevados del Allincapac, que es el lindero con el distrito de Macusani, y los cerros de Azaroma, en esta zona los suelos tienen mayor aptitud para producción de agropecuaria, los mismos que por la topografía accidentada que presentan, sufren una erosión hídrica y ecológica de alto grado.
Ceja de selva o yunga fluvial:
Comprendida entre los 3000 a 1500 m.s.n.m. Esta zona es de relieve accidentado y planiforme, por las condiciones topográficas variables que presenta el área de Ceja de Selva, resulta ser más apta para el desarrollo de la actividad agrícola aprovechando fundamentalmente las partes con menores pendientes como en, aparte de Ollachea, Chía, Palca y en los anexos de Pamchanca; también es necesario mencionar la producción pecuaria (vacuno), pero en menor proporción, esto debido a la configuración topográfica accidentada que presenta.  

## Demografía
La población censada en el año 2007 es de 4919 habitantes.

## Autoridades

### Municipales
- 2019 - 2022[3]
  - Alcalde: Carlos Arturo Nina Alférez, de Gestionando Obras y Oportunidades con Liderazgo.
  - Regidores:

  1. Narcisa Itelvina Alférez Peredo (Gestionando Obras y Oportunidades con Liderazgo)
  2. Gilber Merma Bustinza (Gestionando Obras y Oportunidades con Liderazgo)
  3. Jesús Arizala Gayoso (Gestionando Obras y Oportunidades con Liderazgo)
  4. Bladimir Tito Checmapuco (Gestionando Obras y Oportunidades con Liderazgo)
  5. Cecilio Gayoso Molina (Frente Amplio para el Desarrollo del Pueblo)